# Protoneura amatoria
Protoneura amatoria – gatunek ważki z rodziny łątkowatych (Coenagrionidae). Występuje w Ameryce Centralnej oraz północnej części Ameryki Południowej.